# Hideto Nakane
Hideto Nakane (Japón, 2 de mayo de 1990) es un ciclista japonés que fue profesional desde 2010 hasta 2022.

## Palmarés
2020
- 1 etapa del Tour de Langkawi

2021
- 3.º en el Campeonato de Japón Contrarreloj
- 3.º en el Campeonato de Japón en Ruta